# 新十二生肖
《新十二生肖》即依據中國神話故事為基礎，再進行改編的電影作品。導演是曾活躍於香港袁家班的趙中興，編劇是女主角劉致妤的親伯父劉正謙。

## 概述
故事劇情描述原本互不信任的十二生肖們，歷經斬妖除魔的遭遇，終於體會到團結合作的道理。整個舞臺在除了在台灣臺北市士林區中影文化城拍攝之外，亦曾遠赴河北省承德市普陀宗乘之廟取景。

## 劇情簡介
大地陷於黑暗，佛祖即將涅盤，魔王即將甦醒，凡間再掀波瀾。為此，佛祖乃派遣己封為十二地支神的十二生肖及「蓮花使者」貝瑪，負責下凡拯救蒼生。後來，十二生肖則四散各地，轉世成人；而蓮花使者貝瑪降世於布達拉宮內。
經過十二年，居住於布達拉宮內的小美女貝瑪，已逐漸長大，在老師干摩地仁波切教導之下，精通真言咒語。有一日貝瑪準備回宮，舉辦坐床大典。同時，魔王復活，派遣蛇姬妖率群魔襲擊寺廟，仁波切、眾喇嘛、僧兵等死傷慘重，貝瑪在康楚的護送下逃出，但群魔緊追不捨，貝瑪巧遇「龍種」（生肖龍的化身）幫助擊退群魔。
從此，貝瑪沿途尋找遺落在凡間的十二生肖們，以便合力前往魔宮打敗魔王……

## 人物角色
| 角色             | 身份       | 演員                   | 備註 |
| ---------------- | ---------- | ---------------------- | --- |
| 貝瑪             | 蓮花使者   | 劉致妤                 | 年齡12歲的女性使者，佛祖派遣她降世於人間，為消滅魔王而與康楚踏上艱辛且尋找十二生肖的旅程，會默念佛門之經文，其中知名的【六字真言唵嘛呢叭咪吽】為收服十二生肖的密語。                                                    |
| 耗子             | 鼠肖       | 李志奇（配音：姜先誠） | 竊盜為生。 進入牢房行竊時遇見貝瑪，意圖偷取貝瑪身上的飾品時被收服。 有如鼠一般的矯健身手、個性隨和。 非常擅長鑽地洞。 武器為老鼠炸彈，老鼠繩索。                                                                        |
| 鐵牛             | 牛肖       | 鄭海源（配音：胡大衛） | 街頭藝人。 與巡城馬為舊識。 與巡城馬湊巧在路上和貝瑪相遇，巡城馬將信交給貝瑪，信上寫著：『遠在天邊，近在眼前』，隨後被收服了。 有著強壯的肌肉，展現鐵牛之力，十二肖中力量最大。 個性單純、平時不愛說話                  |
| 虎嘯             | 虎肖       | 楊雄（配音：陳明陽）   | 衙門捕快。 實力超群，曾以一人之力壓制猴、馬、牛、鼠。與貝瑪打賭，將貝瑪拉出她所畫的圈圈，所有人立時歸案。貝瑪則趁機收服。 個性霸道蠻橫，除了順從貝瑪以外，對所有生肖都不屑一顧 絕招為虎嘯神功。                         |
| 古小兔           | 兔肖       | 賴雲昇(安安)           | 當地原住民酋長。 知名的月神王子，與龍種為多年好友。 武器為迷藥吹箭。也被貝瑪收服。 |
| 龍種             | 龍肖       | 林小樓                 | 破廟中龍雕像的化身，自稱為【天之驕子】。 武功高強，十分高傲，自我為中心。十二生肖第二個被貝瑪收服的。 貝瑪與康楚被追殺至破廟時，魔兵的兵刃不慎刺到龍雕像，引起龍種的憤怒，以龍咬劍擊退魔兵後被貝瑪收服。 武器為龍咬劍。 |
| 蛇姬             | 蛇肖       | 邵萱（配音：李映淑）   | 魔王的手下。 在最後一戰中，殺死猴、馬。 雖是敵人也是十二生肖中的最後一個，可惜卻命喪魔王手中。 武功高強還擅使毒，不過實力略遜於龍種，多次被龍種打傷                                                                     |
| 巡城馬           | 馬肖       | 劉至翰                 | 信差。 與鐵牛是舊識。 接到一封給貝瑪的信，與鐵牛湊巧在路上和貝瑪相遇，巡城馬將信交給貝瑪，信上寫著：『遠在天邊，近在眼前』，隨後被收服了。 雙腳踢人的力道非常強勁。 武器是馬鞭。                                        |
| 羊咩咩（土羊哥） | 羊肖       | 林光榮（配音：徐健春） | 山林中的老者。 擅長醫術，知識非常廣博。初見龍種因問路產生誤會而互相搏鬥，後來遇見貝瑪等人後就幫助她用長長的紙卷（有點像衛生紙卷）指引地圖給她看。 在山雞的黑店中，貝瑪讓一群惡鬼重入輪迴後，順便收服。 武器是羊拐杖。   |
| 猴孫             | 猴肖       | 徐育達                 | 山雞的屬下，開黑店賺錢，武器是猴子刀 |
| 山雞             | 雞肖       | 廖峻                   | 與猴孫假意於山野中開黑店賺取金錢，其實他與猴孫是官府通緝的山林大盜，旁邊養了一隻會講話的雞。 |
| 康楚             | 狗肖       | 鄭同村                 | 啞巴，貝瑪的隨從，十分盡忠跟著貝瑪，武器是權杖，是十二生肖第一個被收服的。 |
| 溫豬             | 豬肖       | 胖三（配音：張鴻明）   | 虎嘯的部下，負責懲處犯人。 在牢房工作，個性懶散表面上他威風八面，其實內心很怕虎嘯，即使被收服了，也是對虎嘯鞠躬盡瘁。 武器是一把大木尺，有點像衙門懲罰罪犯的道具。                                                      |
| 魔王             | 魔宮之主   | 鄭海源（配音：陳明陽） | 魔界之王，掌握黑暗權力，為阻止貝瑪尋找十二生肖而派遣蛇姬去刺殺，最後一戰中，十二生肖一一不敵蛇姬等魔界之人的攻擊，最後貝瑪犧牲自己成為蓮花使者，用佛祖之光與十二生肖的靈魂合力終於消滅魔王。                            |
| 干摩地仁波切     | 貝瑪的師傅 | 鹿峰（配音：徐健春）   | 貝瑪與康楚的師父，被蛇姬所殺。 |

在魔宮中遇到的敵人：喪門弔客、魔宮武士、蛇女部隊（隸屬於蛇姬）

## 全體人員
- 導演：趙中興
- 出品人：蔡松林
- 監製：劉尚謙，金長樑
- 策劃：王知政
- 編劇：劉正謙
- 片頭製作：遠東卡通公司
- 製片：王明台
  - 助理製片：邱清泉，許寶貴
- 劇務：溫亦中，漢寶
- 特別視覺效果：丁遠大，鄧爲珏
- 攝影：唐裕太
  - 助理：謝增堅，謝文興
- 剪接指導：江煌雄，黃正洋，周得楊，廖和烋
- 武術指導：趙家班，沈徵維，湯恒榮，劉稀榮，杜治誠
- 美術指導：陳守福，柯青每
- 燈光指導：曹小炳，周華光
- 副導：王佩麒，呂蒔媛
- 場記：張愛麗
- 道具：林山河，許雲光
- 化粧：尤宜珠
- 服装：孔權開，張金琴，呂小紅
- 佈景：力榮影視器有限公司
- 梳装：吳劉蕉治
- 特技：劉建律，蒋德薰
- 場務：楊丕國
- 特殊道具：湯永順
- 劇照：陳進發，王富雄
- 對白：王景平
- 效果：席素然，席裕龍
- 作曲：葉佳修
- 主題曲：廖峻
- 音樂：席裕龍
- 錄音室：中製錄音間，富國錄音室
- 製作：虎軒國際企業有限公司，春華電影電視事業有限公司
- 出品・發行：學者有限公司

## 音樂
- 〈千奇百怪的世界〉佚名(不詳)

## 外部連結
- 新十二生肖（The Twelve Fairies），〈台灣電影資料庫〉
- 開眼電影網上《新十二生肖》的資料（繁體中文）
- 香港影庫上《新十二生肖》的資料（繁體中文）
- 时光网上《新十二生肖》的資料（简体中文）
- 豆瓣电影上《新十二生肖》的資料 （简体中文）
- 互联网电影数据库（IMDb）上《新十二生肖》的资料（英文）